# 岩見裕二
岩見 裕二（いわみ ゆうじ、1979年3月2日-）は、大阪市生まれのインテリアデザイナー。現在は主に国内の住宅・店舗デザイン、グラフィックデザインなどのプロジェクトを手がけている。

## 略歴
- 1997年、大阪府立西野田工業高校　工業デザイン科卒業。
- 1999年、店舗内装設計施工会社入社。3年間、店舗施工監理業務に携わる。
- 2001年、2001年、中央工学校OSAKA　インテリア設計科卒業後、1年間フリーランスで店舗デザイン設計施工業務を行う。
- 2007年6月、デザインオフィスマチュア設立。
- 2012年4月〜 中央工学校OSAKA　インテリア設計科 非常勤講師 (2025年07月現在)
- 2024年5月　ゆうこのこよみ弁当 アトリエ運営/イベント企画

## 主な作品
- ゆうこのこよみ弁当(大阪市北区、2024年)
- soba sans(大阪市北区、2023年)
- enorihs(大阪市北区、2022年)
- ヨコボリ(大阪市中央区、2020年)
- 扇町うどん屋　あすろう（大阪市北区、2019年）
- H邸（大阪市北区、2018年）
- デンタルバイオビジョン(大阪市淀川区、2018年5月)
- club 愁(神戸市中央区、2014年12月)
- 中央工学校OSAKA学生ラウンジ(大阪府豊中市、2013年9月)